# 李昕 (篮球运动员)
李昕（1969年11月5日—），中国女子篮球运动员。她在1992年夏季奥林匹克运动会中，参加了女子篮球比赛并获得团体银牌。她也参加了1996年夏季奥林匹克运动会，最终获得第九名。